# Italia Turrita
Italia Turrita – personifikacja Włoch oraz narodu włoskiego.
Italia Turrita to kobieta o ciemnych włosach z coroną muralis (korona w kształcie muru z wieżami) na głowie. W jednej ręce trzyma miecz, a w drugiej kłosy zbóż, symbolizujące dobrobyt. Od czasu il Risorgimento postać przybrała trójkolorowe szaty w barwach flagi Włoch wraz z godłem kraju które było używane w latach 1870–1890 w czasie istnienia Królestwa Włoch. Od 1948 roku, daty powstania włoskiej republiki, nowoczesne wizerunki Italii Turrity zostały wzbogacone o obecne godło Włoch.